# Ik ken iemand die
Ik ken iemand die is een opvoedpodcast van Nynke de Jong, Hanneke Hendrix, Alex van der Hulst en Anne Janssens. Op 25 april 2017 kwam de eerste aflevering van de podcast online, een pilotaflevering over het gebrek aan slaap bij ouders van jonge kinderen. In de loop van de tijd werd ook producent Anne Janssens onderdeel van de podcast. Ik Ken Iemand Die wordt uitgegeven door podcast producent Dag en Nacht Media.

## Inhoud
De titel Ik Ken Iemand Die komt voort uit de voorliefde van de presentatoren voor anekdotes over mensen die ze kennen die ook ouders zijn. Volgens de introductietekst van iedere aflevering is het een podcast 'over ouders, kinderen, opvoeden en al het moois en lelijks dat daarbij komt kijken'. 
De afleveringen gaan afwisselend over ofwel de ervaringen van de presentatoren met opvoeden ofwel is er een (ervarings)deskundige te gast die over een bepaald thema spreekt. Het doel van de makers is vanuit het perspectief van 'doorsneeouders met doorsneekinderen' te laten zien dat ouders niet perfect zijn. Door het delen van ervaringen willen ze andere ouders gerust stellen als iedereen het beter lijkt te weten.
In 2018 verschijnt het boek met dezelfde titel waarin ze hun dilemma's over opvoeden en bakerpraatjes voorleggen aan deskundigen in de verloskunde,  opvoedkunde en geneeskunde. De illustraties voor het boek worden gemaakt door Eva Mouton.
In 2022 verschijnt van de makers een 'vakantie-doeboek voor uitgebluste ouders'.

## Gasten
Gasten die in de afleveringen van Ik Ken Iemand Die zijn geweest en geïnterviewd zijn o.a.:
- Leonie ter Braak
- Annemarie Haverkamp
- Lykele Muus
- Tischa Neve
- Ianthe Mosselman
- Thessa Neef
- Reint-Jan Renes
- Lynn Berger
- Ragna Heidweiller

## Waardering
In 2018 won de podcast de Dutch Podcast Award in de categorie lifestyle, maatschappij en gezondheid.